# Wilhelm Fuhrmann
Wilhelm Ferdinand Fuhrmann (Burg bei Magdeburg, 28 de fevereiro de 1833 – Königsberg, 11 de junho de 1904) foi um matemático alemão. O círculo de Fuhrmann e o triângulo de Fuhrmann são denominados em sua memória.

## Biografia
Fuhrmann nasceu em 28 de fevereiro de 1833 em Burg bei Magdeburg. Fuhrmann trabalhou pouco tempo como marinheiro antes de retornar à escola e frequentar o Altstädtisches Gymnasium em Königsberg, onde seus professores perceberam seu interesse e talento em matemática e geografia. Em 1853 passou a estudar matemática e física na Universidade de Königsberg. Um de seus colegas mais tarde lembrou-se dele como o aluno mais talentoso e diligente de sua classe. Fuhrmann, entretanto, apesar de seu talento, não seguiu carreira na universidade; em vez disso, tornou-se professor de matemática e ciências na Burgschule em Königsberg após sua graduação. Ingressou na escola em 1860 e lá permaneceu até sua morte em 1904.
Fuhrmann é autor de vários livros e artigos sobre diferentes assuntos matemáticos. Atualmente é mais lembrado por seu interesse e contribuição para a geometria elementar. Com Synthetische Beweise planimetrischer Sätze escreveu um livro influente sobre o assunto e, em 1890, publicou um artigo intitulado Sur un nouveau cercle associé à un triangle na revista matemática belga Mathesis. Neste artigo, Fuhrmann descreveu o círculo e o triângulo que agora levam seu nome.

## Publicações

### Artigos
- Transformationen der Theta-Funktionen (1864)
- Einige Untersuchungen über die Abhängigkeit geometrischer Gebilde (1869)
- Einige Anmerkungen der projektiven Eigenschaften der Figuren (1875)
- Aufgaben über Kegelschnitte (1879)
- Aufgaben aus der niederen Analysis (1886)
- Der Brocardsche Winkel (1889)
- "Sur un nouveau cercle associé à un triangle". In: Mathesis, 1890 (English translation)
- Sätze und Aufgaben aus der sphärischen Trigonometrie (1894)
- Beiträge zur Transformation algebraisch-trigonometrischer Figuren Teil 1 (1898)
- Beiträge zur Transformation algebraisch-trigonometrischer Figuren Teil 2 (1899)
- Kollineare und orthologische Dreiecke (1902)
- Aufgaben aus der analytischen Geometrie (1904, post mortem)

### Livros
- Synthetische Beweise planimetrischer Sätze. Berlin: L. Simion, 1890. Heute: Wentworth Press, 2018, ISBN 9780270116830 (online copy in the Internet Archive)
- Kollineare und orthologische Dreiecke. Königsberg: Hartung, 1902.
- Wegweiser in der Arithmetik, Algebra und niedern Analysis. Leipzig: Teubner, 1886.